# Pachtoesoveilanden

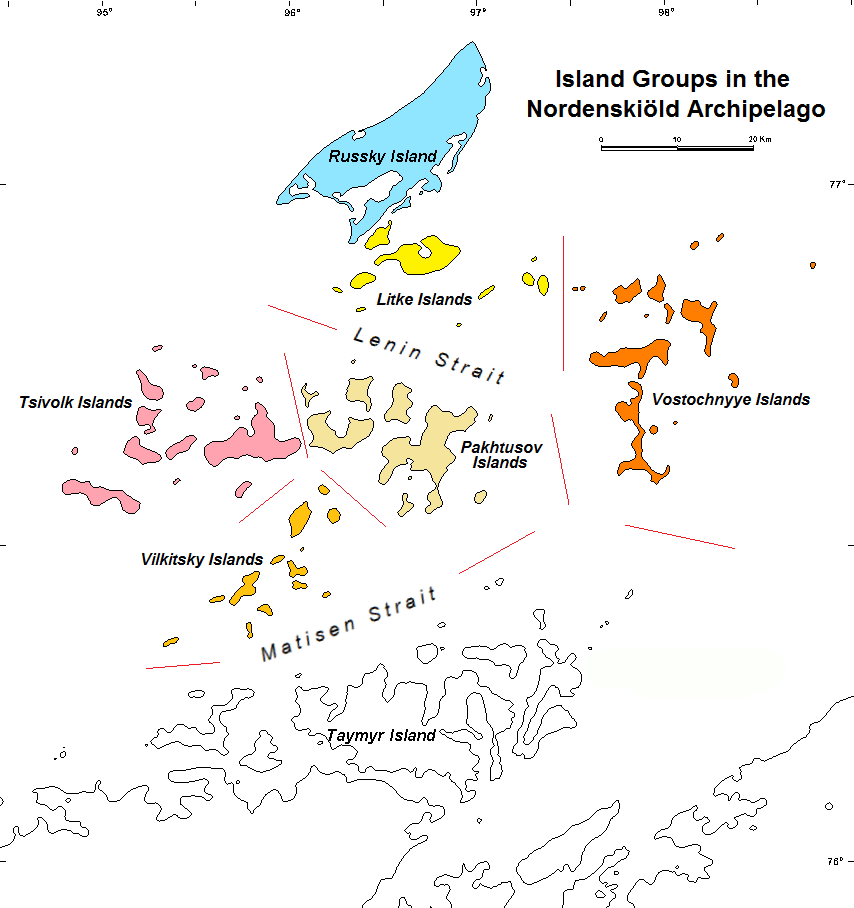
Ligging van de Pachtoesoveilanden

De Pachtoesoveilanden (Russisch: острова Пахтусова; ostrova Pachtoesova) zijn een eilandengroep in het centrale deel van de Nordenskiöldarchipel ten noorden van het Russische schiereiland Tajmyr in het zuidelijke deel van de Karazee. De groep van ongeveer 14 eilanden en eilandjes strekt zich van oost naar west uit over ongeveer 30 kilometer ten zuiden van de Litke-eilanden, ten oosten van de Tsivolko-eilanden, ten zuidwesten van de Vostotsjnyeilanden, ten noordoosten van de Vilkitski-eilanden en ten noordwesten van de kusteilanden en de Bliznetsyeilanden. 
De eilandengroep vormt samen met de Tsivolko- en Vilkitski-eilanden de centrale groep van de archipel. Van de Litke-eilanden worden de eilanden gescheiden door de Straat Lenin, die de grens vormt tussen het noordelijke en het centrale deel van de archipel en van de kusteilanden en de Bliznetskyeilanden door de Straat Matisen, die de scheiding vormt tussen het centrale en zuidelijke deel van de archipel. De Pachtoesoveilanden zijn vernoemd naar de Russische poolvaarder Pjotr Pachtoesov (1800-1835).

## Eilanden
De eilandengroep bestaat uit een groot eiland (Petersen), drie middelgrote eilanden (Pachtoesov, Spanberg en Dobrynja Nikitisj) en een aantal kleinere eilandjes eromheen:
- Aleksandra (Александра) – klein eilandje ten noorden van Pachtoesov
- Dobrynja Nikitisj (Добрыня Никитич) – middelgroot eiland ten zuidoosten van Troevor
- Figoerny (Фигурный) – klein eilandje ten zuiden van Pachtoesov en ten oosten van Dobrynja Nikitisj
- Granitsjny (Граничный) – klein eilandje ten zuiden van Petersen in het verlengde van de onderzeese rug vanaf Zverolovny
- Joert (Юрт) – klein eilandje ten zuidoosten van Petersen
- Kotovskogo (Котовского) – klein eilandje ten zuiden van Petersen
- Navarin (Наварин) – klein eilandje ten zuiden van het schiereiland Zabloezjdenia van Petersen
- Oleg (Олег) – klein eilandje ten oosten van Petersen
- Pachtoesov (Пахтусова) – middelgroot eiland ten oosten van Troevor. Het hoogste punt ligt op 77 meter.
- Petersen (Петерсен) – groot eiland (ongeveer 17 kilometer lang) aan westzijde van de eilandengroep met drie schiereilanden; aan noordoostzijde, zuidoostzijde (Zabloezjdenia) en zuidwestzijde (Dolgi). Het hoogste punt ligt op 77 meter.
- Silatsj (Силач) – klein eilandje aan de noordwestzijde van de eilandengroep, ten westen van Troevor
- Spanberg (Шпанберга) – middelgroot eiland ten oosten van Pachtoesov en ten westen van Petersen
- Troevor (Трувор) – eiland ten oosten van Silatsj
- Zverolovny (Звероловный) – klein eilandje ten zuiden van Petersen op een onderzeese rug